# Штабінкі
Штабінкі (пол. Sztabinki) — село в Польщі, у гміні Сейни Сейненського повіту Підляського воєводства.
Населення — 115 осіб (2011).
У 1975-1998 роках село належало до Сувальського воєводства.

## Демографія
Демографічна структура станом на 31 березня 2011 року:
|          | Загалом | Допрацездатний вік | Працездатний вік | Постпрацездатний вік |
| -------- | ------- | ------------------ | ---------------- | -------------------- |
| Чоловіки | 66      | 13                 | 44               | 9                    |
| Жінки    | 49      | 10                 | 28               | 11                   |
| Разом    | 115     | 23                 | 72               | 20                   |